# Calliteara
Calliteara is een geslacht nachtvlinders uit de familie Lymantriidae (Donsvlinders). Het geslacht werd ingesteld in 1881 door Arthur Gardiner Butler.

## Soorten
- Calliteara abietis  (Denis & Schiffermüller, 1775)
- Calliteara angiana  (Joicey & Talbot, 1916)
- Calliteara angulata (Hampson, 1895)
- Calliteara aphrasta (Collenette, 1938)
- Calliteara apoblepta  (Collenette, 1955)
- Calliteara argentata (Butler, 1881)
- Calliteara argyroides (Collenette, 1932)
- Calliteara arizana (Wileman, 1911)
- Calliteara baibarana (Matsumura, 1927)
- Calliteara box Holloway, 1991
- Calliteara brunnea  (Bethune-Baker, 1904)
- Calliteara cerigoides  (Walker, 1862)
- Calliteara contexta Kishida, 1998
- Calliteara cox Schintlmeister, 1994
- Calliteara diplozona (Collenette, 1932)
- Calliteara enneaphora  (Collenette, 1955)
- Calliteara farenoides  (Lucas, 1892)
- Calliteara fidjiensis (Mabille & Vuillot, 1890)
- Calliteara flavobrunnea  (Robinson, 1969)
- Calliteara fortunata  (Rogenhofer, 1891)
- Calliteara grotei  (Moore, 1859)
- Calliteara hesychima  (Collenette, 1955)
- Calliteara horsfieldii  (Saunders, 1851)
- Calliteara kaszabi  (Daniel, 1969)
- Calliteara katanga  (Collenette, 1938)
- Calliteara kenricki  (Bethune-Baker, 1904)
- Calliteara kikuchii (Matsumura, 1927)
- Calliteara lairdae (Holloway, 1976)
- Calliteara lunulata (Butler, 1887)
- Calliteara minor (Bethune-Baker, 1904)
- Calliteara multilineata (Swinhoe, 1917)
- Calliteara nandarivatus (Robinson, 1968)
- Calliteara polioleuca  (Collenette, 1955)
- Calliteara postfusca (Swinhoe, 1895)
- Calliteara pseudolairdae Holloway, 1999
- Calliteara pudibunda  (Linnaeus, 1758)
- Calliteara pura  (Lucas, 1892)
- Calliteara saitonis (Matsumura, 1927)
- Calliteara strigata (Moore, 1879)
- Calliteara subnigra  (Bethune-Baker, 1904)
- Calliteara subnigropunctata  (Bethune-Baker, 1904)
- Calliteara taiwana (Wileman, 1910)
- Calliteara varia (Walker, 1855)
- Calliteara wandammena  (Bethune-Baker, 1916)
- Calliteara zelotica (Collenette, 1932)